# Morongo Valley
Morongo Valley statisztikai település az Amerikai Egyesült Államok Kalifornia államában, San Bernardino megyében. Lakosainak száma 3514 fő (2020. április 1.).

## Népesség
A település népességének változása:

| 2010 | 3 552 |
| 2020 | 3 514 |